# 黃文樂 (准將)
黃文樂（1927年2月27日—）是越南共和國軍隊陸軍准將。他出身在法國軍隊幫助下，由越南國軍在20世紀50年代初於南方開辦的預備軍官學校的第一批課程，這些軍校的目的旨在培養在法蘭西聯盟軍隊中服役的越南人軍官。服役期間，他在各個領域擔任過多項職務，而最終返回步兵部隊服役。

## 經歷
1927年2月27日，黃文樂出生於越南中部富安省的一個富裕家庭。1947年，他畢業於歸仁的法國課程的高中，獲得半份秀才文憑（第一部分）。參軍之前，他在富安任教職。

### 越南國軍
1953年3月底，黃文樂應徵入伍，軍籍編號47/104.418。

### 越南共和國軍隊
1972年11月1日越南第二共和國國慶節時，他被提升為準將。1973年10月底，他被任命爲第九步兵師師長，接替陳伯異少將被任命爲第四軍副軍長，直到1975年4月底。

### 1975年
黃文樂本可以和很多其他的越南共和國軍將領一樣，在4月30日及之前帶着自己的家人出國定居，但是爲了“兄弟之兵”的情誼，他選擇留在了戰友中，而且天主教的信仰而不允許黃文樂像阮科南和范文富少將、黎文興、黎元偉和陳文二準將那樣自盡殉國（黃文樂是至聖救主會的前修士）。黃文樂之後被監禁了13年（從1975年到1988年）。
1988年9月19日，黃文樂被釋放。

## 個人生活
黃文樂與妻子黎氏雪梅有四個孩子。